# Thymus camphoratus
Thymus camphoratus es una especie de plantas de la familia de las lamiáceas.

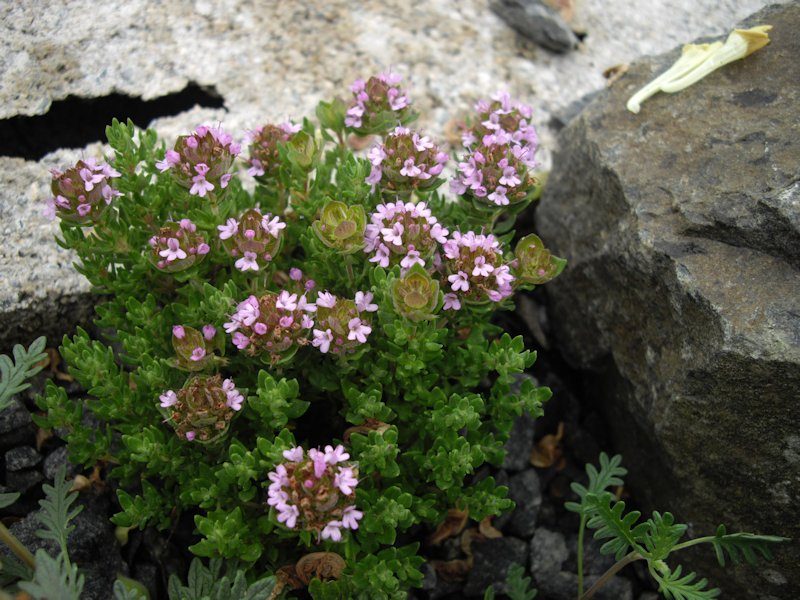
Vista de la planta en su hábitat

## Descripción
Es una planta sufrútice que alcanza un tamaño de hasta de 15-30 cm, erecto. Tallos jóvenes de sección cuadrangular, con pelos muy cortos. Hojas 6-8 × 2-4,5 mm, ovado-triangulares o ± romboidales, revolutas en su mitad superior, agudas o subobtusas, con envés tomentoso blanquecino, con haz glabrescente o pubescente, densamente cubierta de glándulas esferoidales amarillentas; pecioladas. Inflorescencia de 10-15 mm de diámetro, capituliforme. Brácteas 7-9 × 5-8 mm, anchamente ovadas, a veces levemente acuminadas, imbricadas, a menudo color rosado tenue o rojizo, pelosas, con glándulas esferoidales esparcidas, pelos glandulíferas y nervios marcados en el envés. Flores con pedicelos de c. 1 mm, pelosos. Cáliz 4-6 mm, acampanado; tubo 2-2,5 mm, pubescente; dientes superiores 0,7-1 mm, iguales, no ciliados. Corola 5-8 mm, color rosado o púrpura, exerta; labio inferior con lóbulos grandes, subiguales. Anteras exertas, color púrpura. Núculas 0,7-0,9 × 0,6-0,7 mm, elipsoides, color castaño obscuro.

## Distribución y hábitat
Se encuentra en las dunas estabilizadas y calizas arenosas cercanas al mar. en la zona litoral del SW de Portugal.

## Taxonomía
Thymus camphoratus fue descrita por Hoffmanns. & Link  y publicado en Fl. Portug.: 131. 1809
Citología
Número de cromosomas de Thymus caespititius (Fam. Labiatae) y táxones infraespecíficos: 2n=30
Etimología
Ver: Thymus
camphoratus: epíteto latíno que significa "como alcanfor".
Sinonimia
- Thymus algarbiensis Lange[5]